# Reunião Secreta de 20 de Fevereiro de 1933
A Reunião Secreta de 20 de Fevereiro de 1933 (em alemão:  Geheimtreffen vom 20. Februar 1933) foi um encontro secreto realizado por Adolf Hitler e 20 a 25 industriais na residência oficial do Presidente do Reichstag Hermann Göring em Berlim. O seu objectivo era arrecadar fundos para a campanha eleitoral do Partido Nazi.
As eleições alemãs seriam realizada em 5 de Março de 1933. O Partido Nazi queria alcançar uma maioria de dois terços para passar a Lei de Concessão de Plenos Poderes, e pretendia juntar cerca de três milhões de Reichsmarks para financiar a campanha. De acordo com registos, na reunião secreta foram reunidos dois milhões de Reichsmarks.

## Participantes
Na reunião estiveram presentes os seguintes empresários:
1. Ernst Brandi, presidente do Bergbauverein
2. Karl Büren, director-geral do Braunkohlen- und Brikettindustrie AG, membro do conselho da Deutschen Arbeitgeberverbände
3. August Diehn, membro do conselho da Wintershall AG
4. Ludwig Grauert
5. Guenther Heubel, director-geral da C. TH. Heye Braunkohlenwerke AG, membro do conselhoda Deutschen Arbeitgeberverbände
6. Gustav Krupp von Bohlen und Halbach
7. Hans von und zu Loewenstein, membro executivo do Bergbauverein
8. Fritz von Opel, membro do conselho da Adam Opel AG
9. Günther Quandt, industrial, mais tarde nomeado Chefe da Economia do Armamento (Wehrwirtschaftsführer)
10. Wolfgang Reuter, director-geral da Demag, presidente da Vereins Deutscher Maschinenbau-Anstalten, membro presidencial da Reichsverbands der Deutschen Industrie
11. August Rosterg, director general of Wintershall AG
12. Hjalmar Schacht
13. Georg von Schnitzler, board member of IG Farben
14. Eduard Schulte, director general of Giesches Erben, Zink und Bergbaubetrieb
15. Fritz Springorum, Hoesch AG
16. Hugo Stinnes Jr., membro do conselho da Reichsverband der Deutschen Industrie, membro do Conselho de Supervisão do Rhenish-Westphalian Coal Syndicate
17. Ernst Tengelmann, CEO da Gelsenkirchener Bergwerks AG
18. Albert Vögler, CEO da Vereinigte Stahlwerke AG
19. Ludwig von Winterfeld, membro do conselho da Siemens & Halske AG e Siemens-Schuckertwerke AG
20. Wolf-Dietrich von Witzleben, chefe do gabinete de Carl Friedrich von Siemens

De acordo com o historiador Gerald Feldmann também estavam presentes:
- Kurt Schmitt, membro do conselho da Allianz AG
- August von Finck, membro de vários conselhos e comissões.

## Contribuições
O total de contribuições feitas ao Partido Nazi atingiu 2071000 Reichsmark. Abaixo, a soma é dividida por transacção.
| Data               | Depositante                                                   | Soma                 |
| ------------------ | ------------------------------------------------------------- | -------------------- |
| 23 de Fevereiro    | Bergbauverein                                                 | 200 000 Reichsmark   |
| 24 de Fevereiro    | Karl Hermann                                                  | 150 000 Reichsmark   |
| 24 de Fevereiro    | Automobil-Ausstellung, Berlim                                 | 100 000 Reichsmark   |
| 25 de Fevereiro de | Dir. A. Steinke                                               | 200 000 Reichsmark   |
| 25 de Fevereiro de | Demag                                                         | 50 000 Reichsmark    |
| 27 de Fevereiro de | Telefunken                                                    | 35 000 Reichsmark    |
| 27 de Fevereiro de | Osram                                                         | 40 000 Reichsmark    |
| 28 de Fevereiro de | IG Farben                                                     | 400 000 Reichsmark   |
| 1 de Março de      | Hjalmar Schacht                                               | 125 000 Reichsmark   |
| 3 de Março de      | Dir. Karl Lange, A indústria da engenharia                    | 50 000 Reichsmark    |
| 3 de Março de      | Bergbauverein                                                 | 100 000 Reichsmark   |
| 3 de Março de      | Karl Hermann, Berlim Dessauer Str.                            | 150 000 Reichsmark   |
| 3 de Março de      | AEG                                                           | 60 000 Reichsmark    |
| 7 de Março         | Fritz Springorum                                              | 36 000 Reichsmark    |
| 7 de Março         | Accumulatorenfabrik AG, Berlim (Proprietário: Günther Quandt) | 25 000 Reichsmark    |
| 13 de Março de     | Bergbauverein                                                 | 300 000 Reichsmark   |
| Balanço Final      | Balanço Final                                                 | 2 071 000 Reichsmark |

Georg von Schnitlzler afirmou, no seu testemunho de 10 de Novembro de 1945, perante o Chefe de Gabinete do Conselho norte-americano da Acusação das Criminalidades do Eixo, que o Dr. Stein, presidente da Gewerkschaft Auguste Victoria, uma mina pertencente à IG Farben, e membro do Partido Popular Alemão, também estava presente na reunião.